# 木花咲耶
木花 咲耶（このはな さくや）は元宝塚歌劇団雪組および星組の副組長。兵庫県出身。宝塚歌劇団時代の愛称はコイさん、コイちゃん。

## 来歴
1948年に宝塚音楽学校に入学。翌1949年に36期生として、宝塚歌劇団に入団し、『黄金の林檎／南の哀愁』で初舞台を踏む。芸名の由来は伝説・コノハナサクヤ姫による。宝塚入団時の成績は63人中41位。
1966年12月7日から1975年5月19日まで雪組副組長を務める。
1975年5月19日から1979年3月25日まで星組副組長を務める。
1992年3月31日付で宝塚歌劇団を退団。最終出演公演の演目は星組・東京宝塚劇場公演『紫禁城の落日』である。

## 人物
宝塚時代の配属組は雪、月、花、雪、星、演劇専科の順である。

## 宝塚歌劇団時代の主な舞台
- 『シャンゴ』踊る女（1967年9月1日 - 9月28日：宝塚大劇場）
- 『かぐら』坐子 役（1972年3月25日 - 4月26日、宝塚大劇場）
- 『若獅子よ立髪を振れ』篠田すが（1974年5月25日 - 6月25日：宝塚大劇場、8月1日 - 29日：東京宝塚劇場）
- 『紅椿 雪に咲く』於久宇（1974年11月29日 - 12月15日：宝塚大劇場）
- 『ベルサイユのばらⅢ』カロンヌ子爵夫人（1976年3月25日 - 5月12日：宝塚大劇場、7月2日 - 8月1日：東京宝塚劇場）
- 『風と共に去りぬ』ワイティング夫人（1977年5月12日 - 6月28日：宝塚大劇場、8月3日 - 30日：東京宝塚劇場）
- 『誰がために鐘は鳴る』メリーナ（1978年5月12日 - 6月27日：宝塚大劇場、8月4日 - 31日：東京宝塚劇場）
- 『白夜わが愛』市長夫人（1979年5月11日 - 6月26日：宝塚大劇場、7月28日 - 8月28日：東京宝塚劇場）
- 『心中・恋の大和路』お清（1979年11月18日 - 12月2日・1982年10月30日 - 11月14日・1989年1月14日 - 29日：宝塚バウホール）
- 『翔んでアラビアン・ナイト』ラーべ 役（1983年11月11日 - 12月18日：宝塚大劇場）
- 『風と共に去りぬ』マミー 役（1984年3月23日 - 5月8日・1988年1月1日 - 2月16日：宝塚大劇場、1984年7月1日 - 29日・1988年4月3日 - 29日：東京宝塚劇場）
- 『愛のカレードスコープ』第一話・エスメラルダ 役（1985年6月28日 - 8月2日：宝塚大劇場、11月3日 - 27日：東京宝塚劇場）
- 『別離の肖像』第三話・ビルギッタ（1987年6月26日 - 8月5日：宝塚大劇場、11月1日 - 29日：東京宝塚劇場）
- 『ベルサイユのばら　アンドレとオスカル編』ジャルジェ夫人（1989年8月10日 - 9月19日：宝塚大劇場、11月3日 - 28日：東京宝塚劇場）
- 『ベルサイユのばら　オスカル編』シモーヌ（1991年3月28日 - 5月7日：宝塚大劇場、7月2日 - 31日：東京宝塚劇場）
- 『紫禁城の落日』恒香（1991年11月1日 - 12月15日：宝塚大劇場、1992年3月5日 - 31日：東京宝塚劇場）